# Dème d'Ágii Anárgyri (Kastoriá)
Le dème d’Ágii Anárgyri, en grec moderne : Δήμος Αγίων Αναργύρων / Dímos Agíon Anargýron, ou dème des Saints-Anargyres, est un ancien dème du district régional de Kastoriá, en Macédoine-Occidentale, Grèce. Depuis 2010, il est fusionné au sein du dème de Kastoriá.
Selon le recensement de 2011, la population du dème s'élève à 2 138 habitants.